# ليوناردو دوكي
ليوناردو دوكي (بالفرنسية: Leonardo Duque) ولد بتاريخ 10 أبريل 1980 في كالي، إدارة فالي ديل كاوكا، كولومبيا، هو دراج كولومبي.

## سجل النتائج

### سباقات أو مراحل فاز بها
- طواف إسبانيا

## روابط خارجية
- ليوناردو دوكي على موقع الاتحاد الدولي للدراجات (الإنجليزية)
- ليوناردو دوكي على موقع أرشيف الدراجات (الإنجليزية)
- ليوناردو دوكي على موقع إحصائيات الدراجات الإحترافية (الإنجليزية)
- ليوناردو دوكي على موقع نسبة الدراجات (الإنجليزية)
- ليوناردو دوكي على موقع CycleBase (الإنجليزية)
- ليوناردو دوكي على موقع أوليمبيديا (الإنجليزية)